# Akuriyó
Akuriyó (Akurio, Akuriyo, Acuria, Wama), pleme američkih Indijanaca porodice Cariban nastanjeni u džunglama na jugu Surinama i susjednom području brazilske države Pará. Akuriyo su nomadi s kojima se u izravni kontakt došlo tek 1937. u području rijeke Oelemarie. Godine 1938. u potragu za njima polazi i Albrinck koji ih je nazvao Wama. Opisani su kao narod kamenog doba, lovci i sakupljači, koji svoj alat izrađuju jedino od kamena, drveta i kosti. Česti kontakti s njima su između 1968. i 1971. Akuriyo danas žive, svi osim jedne skupine među Trio Indijancima. Godine 1975. utemeljeno je selo Kwamalasamutu na kojem je smješteno desetak plemena iz susjednih područja, to su Trio, Saketa, Maraso, Sirewu, Katuena, Tunayana, Okomoyana, Aramayana, Mawayana, Sikiyana, Pireuyana, Akuriyo i Waiwai.
Akuriyó su prvi puta kontaktirani 1609, ali se o njima nije ništa saznalo sve do 1937. Oraganizirani su po manjim skupinama od 20 do 30 ljudi. Oni su lovci i sakupljači, a u obradi tla služe se tehnikom posijeci-i-spali.
Jezik ovih Indijanaca, gotovo izumro, SIL naziva akurio, akoerio, akuri, akurijo, akuriyo, akuliyo, wama, wayaricuri, oyaricoulet, triometesem i triometesen. Brojno stanje govornika prema  (E. B. Carlin, 2000) iznosi tek 10, od 50 etničkih, dok su vjerojatno svi bilingualni u trio. Njihovi, jezično bliži srodnici su Urukuyana, Kumayena.
Tura i Akuri bili su dvije izvorne podskupine Danas Akuriyo bande uključuju Wama (također poznate kao Wayarikule, Wayaricuri, Wayarikure, Wayacule, Wayakule, Wayarikoele, Irakule, Oyaricoule ili Oyaricoulet), Triometesen (također se piše Triometesem ili Tiriyometesem), Turaekare i Akuriekare.

## Vanjske poveznice
- Akuriyo Indian Language (Akurio)